# Pokrzywnica (gmina)
Pokrzywnica – gmina wiejska w województwie mazowieckim, w powiecie pułtuskim. W latach 1975–1998 gmina położona była w województwie ciechanowskim.
Siedzibą gminy jest Pokrzywnica.
Przez teren gminy przebiega droga krajowa nr 61 oraz droga wojewódzka nr 571.
Według danych za rok 2013 gminę zamieszkiwały 4923 osoby.

## Struktura powierzchni
Według danych z roku 2002 gmina Pokrzywnica ma obszar 120,99 km², w tym:
- Użytki rolne: 9.084 ha
- Lasy: 1.420 ha
- Wody: 882 ha
- Drogi: 280 ha
- Tereny zabudowane: 281 ha
- Nieużytki: 152 ha

Gmina stanowi 14,6% powierzchni powiatu.

## Infrastruktura
Gmina Pokrzywnica jako ostatnia w byłym województwie ciechanowskim przystąpiła do wodociągowania wsi. Nastąpiło to w roku 1996, kiedy oddano do użytku stację wodociągową w miejscowości Łępice. Ujęcie wody podziemnej z utworów czwartorzędowych w Łępicach składa się z dwóch studni: studni podstawowej o głębokości 62 m i studni awaryjnej o głębokości 52 m.
Obecnie z sieci wodociągowej korzysta 26 wsi: Budy Ciepielińskie, Budy Obrębskie, Ciepielin, Dzbanice, Gzowo, Karniewek, Klaski, Koziegłowy, Łępice, Łosewo, Łubienica, Łubienica Superunki, Mory, Nowe Niestępowo, Niestępowo Włościańskie, Obręb, Obrębek, Olbrachcice, Piskornia, Pogorzelec, Pokrzywnica, Pomocnia, Strzyże, Świeszewo, Witki, Zaborze. W trakcie realizacji są sieci wodociągowe w 3 wsiach: Dzierżenin, Klusek, Trzepowo. Do zwodociągowania pozostało 6 wsi: Budy Pobyłkowskie, Kępiaste, Murowanka, Pobyłkowo Małe, Pobyłkowo Duże oraz Wólka Zaleska. Długość sieci wodociągowej wynosi ogółem 146,5 km, długość przyłącza – 49,93, a liczba przyłączy 1053 szt.
Skrajem północno-zachodniej części gminy Pokrzywnica przebiega gazociąg wysokoprężny, który mógłby stwarzać warunki do zaopatrzenia w gaz wsi w gminie Pokrzywnica, a który nie jest wykorzystywany.
Przez wschodnią część gminy przebiega ważna arteria komunikacji samochodowej II kategorii w relacji Warszawa – Pułtusk – Suwałki – droga krajowa nr 61.
Drugim ważnym szlakiem komunikacyjnym, który wiąże północne tereny województwa mazowieckiego jest droga wojewódzka w relacji Płońsk – Nowe Miasto – Nasielsk – Pułtusk.
Ponadto na terenie gminy Pokrzywnica występują drogi powiatowe, których jest 65,45 km oraz drogi gminne, których jest 62 km.

## Demografia

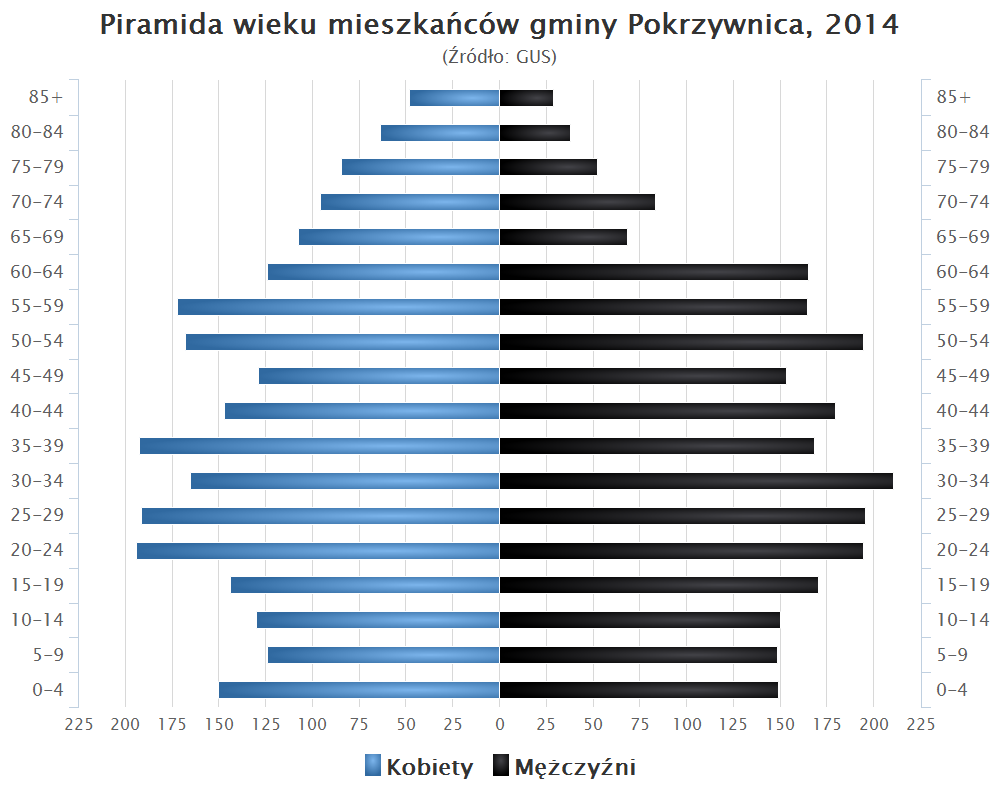
Piramida wieku mieszkańców gminy Pokrzywnica w 2014 roku

## Turystyka

### Atrakcje turystyczne
- Aleja Lipowa w Gzowie,
- Rezerwat Dzierżenińska Kępa, gdzie z brzegu Narwi lub będąc na łodzi można obserwować liczne ptactwo wodne i nie tylko,
- Góry Pobyłkowskie w południowej części gminy,
- Żółty szlak Serocki – przebiega przez teren gór.

### Hotele
- Stajnia Ojcowizna – Budy Pobyłkowskie 19[7],
- Karczma pod strzechą – Dzierżenin 161,
- Agroturystyka Żabi Raj – Trzepowo (województwo mazowieckie) 62,
- Dom seniora Marion w Gzowie[8].

## Sołectwa
Budy Ciepielińskie, Budy Obrębskie, Budy Pobyłkowskie, Ciepielin, Dzbanice, (Dzierżenin + Klusek), Gzowo, Karniewek, Kępiaste, Klaski, Koziegłowy, Łępice, Łosewo, Łubienica, Łubienica-Superunki, Mory, Murowanka, Niestępowo (Nowe Niestępowo, Niestępowo Włościańskie), Obręb, Obrębek, Olbrachcice, Piskornia, Pobyłkowo Duże, Pobyłkowo Małe, Pogorzelec, Pokrzywnica, Pomocnia, Strzyże, Świeszewo, Trzepowo, Witki, Wólka Zaleska, Zaborze.

## Sąsiednie gminy
Pułtusk, Serock, Winnica, Zatory